# Majdan Golczański

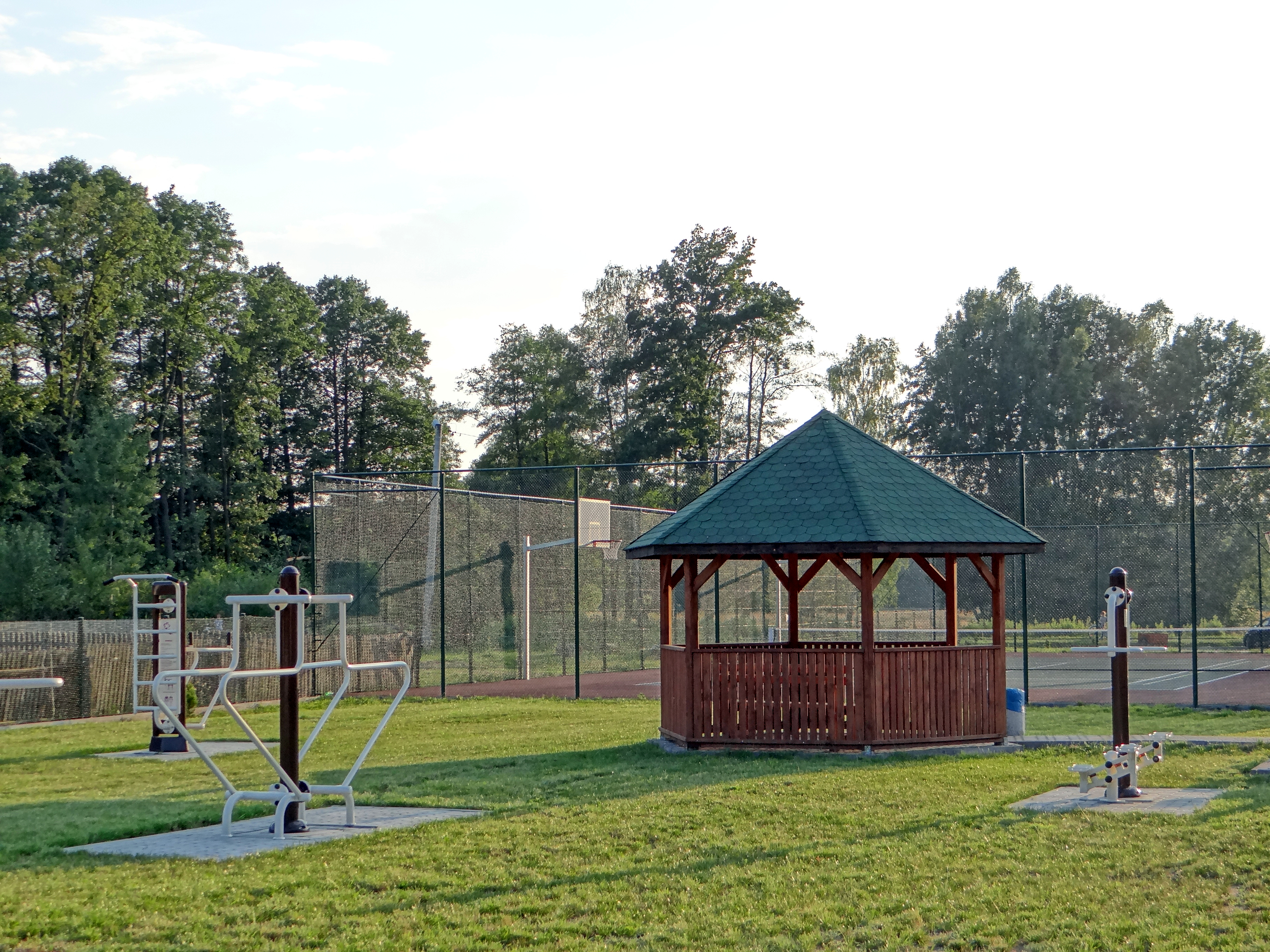
Kompleks sportowo-rekreacyjny

Majdan Golczański – wieś w Polsce położona w województwie podkarpackim, w powiecie niżańskim, w gminie Jarocin. W latach 1975–1998 miejscowość administracyjnie należała do województwa tarnobrzeskiego.
Na terenie wsi własną działalność prowadzi 1 sklep. Do czerwca 2008 roku istniała także Publiczna Szkoła Podstawowa, jednak została zlikwidowana z powodu niewielkiej liczby uczniów oraz wysokich kosztów jej utrzymania. Okoliczni mieszkańcy mają do dyspozycji kompleks sportowo-rekreacyjny składający się m.in. z: wiaty wypoczynkowej, boiska wielofunkcyjnego oraz siłowni zewnętrznej.

## Części wsi
| SIMC    | Nazwa           | Rodzaj    |
| ------- | --------------- | --------- |
| 0795011 | Babie Laski     | część wsi |
| 0795028 | Biedaczów       | część wsi |
| 0795034 | Brzozowa Smuga  | część wsi |
| 0795040 | Knieja          | część wsi |
| 0795057 | Pogońcowa Smuga | część wsi |
| 0795063 | Załomy          | część wsi |

## Rys historyczny
Powstała ona w połowie XIX wieku z parcelacji majątku ziemianina Lewickiego z Borków. Pierwotnie występowała pod nazwą Majdan Borkiński. Tutaj przybyło najwięcej osadników z Wrzaw, Krzątki i Mazur Kolbuszowskich, a także z innych wsi z powiatu niżańskiego i leżajskiego. Chłopi ci kupowali przeważnie wyręby leśne i łąki. Na kupno ziemi zaciągali pożyczki w bankach we Lwowie. Wieś należała pierwotnie do parafii Pysznica, a później od roku 1818 katolicy obrządku rzymskokatolickiego (łacińskiego) chodzili do kościoła w Kurzynie Średniej, który był kościołem filialnym parafii Pysznica, a później samoistną parafią. Przed I rozbiorem Polski katolicy z tej wsi chodzili do kościoła w Hucie Krzeszowskiej, znajdującej się pod zaborem rosyjskim. Po utworzeniu parafii Jarocin wierni chodzą albo do kościoła umiejscowionego w Jarocinie, albo do kościoła w Wasilach – wsi sąsiadującej z Majdanem Golczańskim, oddalonej od niej ok. 3 km.
9 lipca 1943 wieś spacyfikowały oddziały Wehrmachtu i SS. Niemcy zamordowali 87 osób. 150 budynków zostało spalonych. 37 ofiar zbrodni zostało zidentyfikowanych. 12 czerwca 1944 żołnierze Wehrmachtu zamordowali pięciu mieszkańców wsi.

## Urodzeni w Majdanie
- Stanisław Tabin (zm. 1997) – specjalista nauk rolniczych w dziedzinie uprawy roślin, prof. dr hab. Akademii Rolniczej w Lublinie.
- Danuta Urbanik – polska lekkoatletka i olimpijka[7].